# Caribbean Premier League

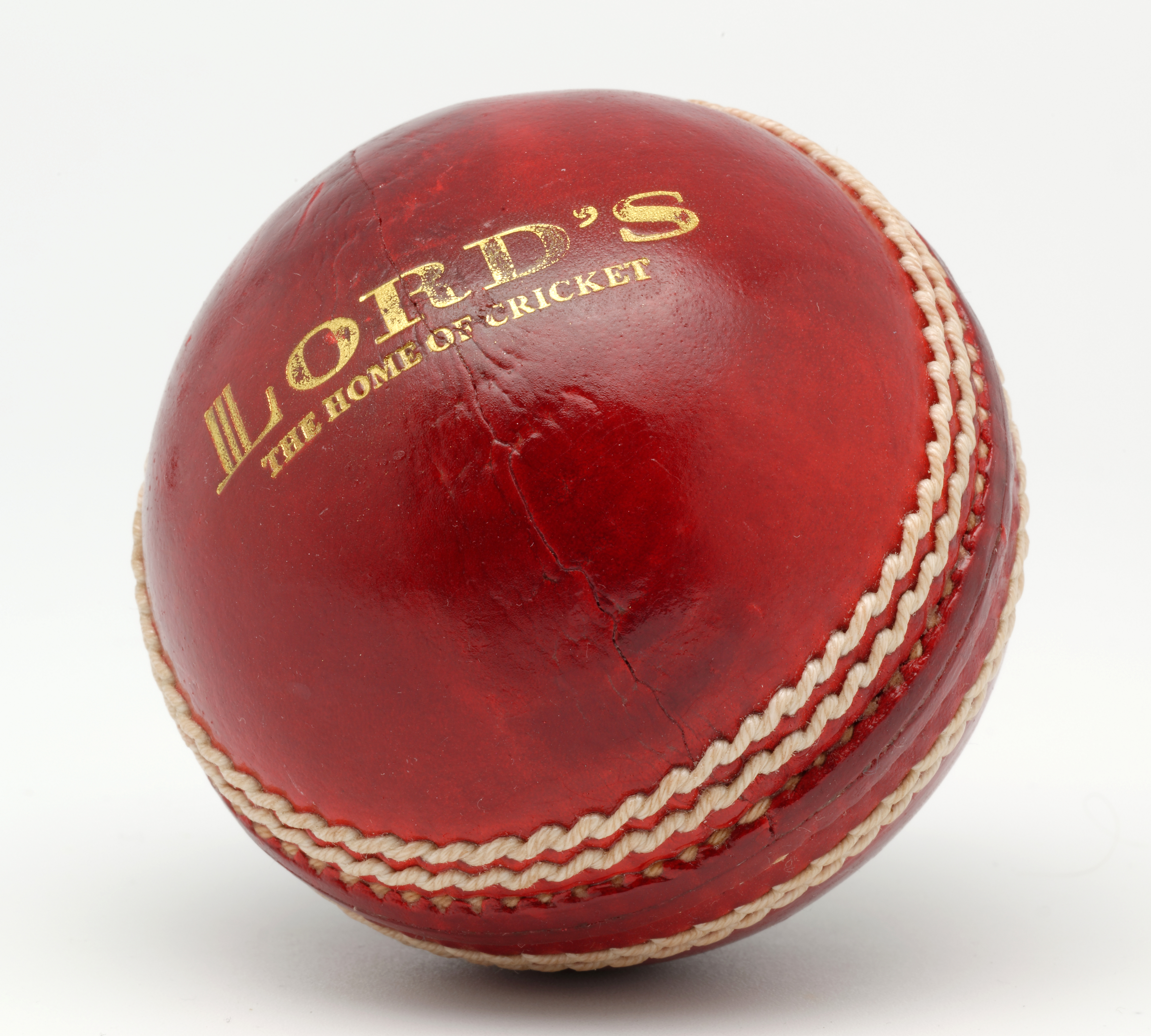
Una pelota de críquet.

La Caribbean Premier League (abreviada como CPL o CPLT20) es un torneo de críquet Twenty20 anual que se lleva a cabo en el Caribe. Fue creado en 2013 y reemplazó al Caribbean Twenty20 como la principal competencia Twenty20 en el Caribe. Actualmente está patrocinado por Hero MotoCorp y, en consecuencia, oficialmente se llama Hero CPL. El torneo inaugural fue ganado por Jamaica Tallawahs que derrotó a los Guyana Amazon Warriors en la final.

## Resultados
| Año  | Final                                                 | Final                                              | Final                                   | Final                                          | N.º equipos | MVP                                          |
| Año  | Estadio                                               | Campeón                                            | Resultado                               | Finalista                                      | N.º equipos | MVP                                          |
| ---- | ----------------------------------------------------- | -------------------------------------------------- | --------------------------------------- | ---------------------------------------------- | ----------- | -------------------------------------------- |
| 2013 | Queen's Park Oval, Puerto España, Trinidad y Tobago   | Jamaica Tallawahs 129 por 3 (17.3 overs)           | Tallawahs por 7 wickets Scorecard       | Guyana Amazon Warriors 128 por 5 (20 overs)    | 6           | Krishmar Santokie (Guyana Amazon Warriors)   |
| 2014 | Warner Park, Basseterre, St Kitts y Nevis             | Barbados Tridents 152 por 6 (20 overs)             | Tridents por 8 carreras (D/L) Scorecard | Guyana Amazon Warriors 107 por 4 (15.5 overs)  | 6           | Lendl Simmons (Guyana Amazon Warriors)       |
| 2015 | Queen's Park Oval, Puerto España, Trinidad y Tobago   | Trinidad and Tobago Red Steel 178 por 5 (20 overs) | Red Steel por 20 carreras Scorecard     | Barbados Tridents 158 por 4 (20 overs)         | 6           | Dwayne Bravo (Trinidad and Tobago Red Steel) |
| 2016 | Warner Park, Basseterre, St Kitts y Nevis             | Jamaica Tallawahs 95 por 1 (12.5 overs)            | Tallawahs por 9 wickets Scorecard       | Guyana Amazon Warriors 93 todos out (20 overs) | 6           | Andre Russell (Jamaica Tallawahs)            |
| 2017 | Brian Lara Cricket Academy, Tarouba, Trinidad yTobago | Trinbago Knight Riders 136 por 7 (19 overs)        | Knight Riders por 3 wickets Scorecard   | St Kitts & Nevis Patriots 135 por 6 (20 overs) | 6           | Chadwick Walton (Guyana Amazon Warriors)     |
| 2018 | Brian Lara Cricket Academy, Tarouba, Trinidad yTobago | Trinbago Knight Riders 150 por 2 (17.3 overs)      | Knight Riders por 8 wickets Scorecard   | Guyana Amazon Warriors 147 por 9 (20 overs)    | 6           | Colin Munro (Trinbago Knight Riders)         |
| 2019 | Brian Lara Cricket Academy, Tarouba, Trinidad yTobago | Barbados Tridents 171 por 6 (20 overs)             | Tridents por 27 carreras Scorecard      | Guyana Amazon Warriors 144 por 9 (20 overs)    | 6           | Hayden Walsh Jr. (Barbados Tridents)         |
| 2020 | Brian Lara Cricket Academy, Tarouba, Trinidad yTobago | Trinbago Knight Riders 157 por 2 (18.1 overs)      | Knight Riders por 8 wickets Scorecard   | St Lucia Zouks 154 todos out (19.1 overs)      | 6           | Kieron Pollard (Trinbago Knight Riders)      |